# اوراسوئه، اوکیناوا
اوراسوئه در استان اوکیناوا در کشور ژاپن واقع شده‌است که دارای جمعیت ۱۰۸٬۰۵۲ نفر و مساحت ۱۹٫۰۹ کیلومتر مربع با تراکم جمعیت ۵٬۵۱۶ نفر در کیلومترمربع است و در تاریخ ۱ ژوئیه ۱۹۷۰ به عنوان شهر شناخته شد.